# Novaranea
Novaranea là một chi nhện trong họ Araneidae.